# إيرني جانيت
إيرني جانيت (بالإنجليزية: Ernie Janet)‏ هو لاعب كرة قدم أمريكية أمريكي، ولد في 22 يوليو 1949 في رينتون في الولايات المتحدة.

## وصلات خارجية
- إيرني جانيت على موقع مرجع كرة القدم المحترفة.كوم (الإنجليزية)